# Saint-Front-sur-Lémance
Saint-Front-sur-Lémance è un comune francese di 580 abitanti situato nel dipartimento del Lot e Garonna nella regione della Nuova Aquitania.
Come si evince dal nome, il territorio comunale è bagnato dalle acque del fiume Lémance. 

## Società

### Evoluzione demografica
Abitanti censiti